# 康恩
康恩（1983年4月10日—），中華人民共和國福建罗源人，是第一位以职业方式进军K-1赛场的中国人，是第一位获得美国职业拳手牌照的中国人，第一位以纯泰拳规则打败泰国两大著名拳馆冠军的中国人，是目前国际上身价最高、最具知名度的中国选手。曾在国美参加的5场高规格赛事中保持全胜并4次KO对手的成績。

## 个人简介
绰号：小旋风
国籍：中国
祖籍：福建省罗源
生日：1983年4月10日
身高：173cm
级别：65公斤
所属：北京盛华国际武术俱乐部
流派：泰拳，散打

## 所获荣誉
2007 IKKC MuayThai次中量级洲际金腰带  
2009 WBC Muaythai147磅洲际金腰带  

## 拳击职业赛战绩
| 1胜, 0负, 0 平 |      |                                    |      |        |            |            |          |
| 赛果           | 战绩 | 对手                               | 方式 | 用时   | 时间       | 地点       | 备注     |
| 胜             | 1–0  | 内姆帕奇(Nampetch Or Liangprasert) | 点数 | 四回合 | 2013-11-30 | 中国, 云南 | 职业首秀 |